# Список умерших в 563 году
Список умерших в 563 году — перечень лиц, чья смерть документально зафиксирована или предположена в авторитетных источниках, в 563 году.

## Январь
- 7 января — Репарат Карфагенский, епископ Карфагена (535—550).
- Куцина, афро-римский вождь.

## Июль
- 6 июля — Хоу Анду (китайское: 侯安都; пиньинь: Hóu Ándū), генерал династии Чэнь, чьи военные достижения при императорах Ву и Вэне сделали его одним из самых выдающихся военачальников династии.

## Дата смерти неизвестна или требует уточнения
- Императрица Ван, императрица-консорт китайской династии Западная Лян.
- Варсонофий Великий — христианский святой, монах, подвижник.